# Соус вьерж
Соус вьерж (фр. Sauce vierge) — французский соус, приготовленный из оливкового масла, лимонного сока, нарезанных помидоров и нарезанного базилика или других трав.
Часто добавляют измельченные семена кориандра, а варианты могут включать добавление других трав, таких как кервель, зеленый лук, укроп, петрушка и т. д.
Ингредиенты смешивают и дают настояться или мацерироваться (в зависимости от того, применяется ли нагрев или нет) в масле для создания соуса.
Соус обычно подают к моллюскам, нежной белой рыбе, такой как треска, камбала и т. д.. Иногда его подают с макаронами, или в качестве гарнира к салату или белому мясу, например, курице.
Существуют варианты соуса вьерж как с помидорами, так и без них .
Соус вьерж является наследником соуса традиционной французской гастрономии, представляющим собой простую смесь размягченного сливочного масла и лимонного сока, взбитую до образования пены. Обычно его подают холодным, с отварными овощами, такими как лук-порей или спаржа .
Соус был популяризирован в 1980-х годах Мишелем Гераром , французским шеф-поваром, автором, одним из основателей новой кухни и изобретателем Cuisine minceur (более лёгкие версии традиционных блюд новой кухни), из Эжени-ле-Бен, Аквитания, на юго-западе Франции; с тех пор соус стал современной классикой .